# Cryphia grisea
Cryphia grisea là một loài bướm đêm trong họ Noctuidae.